# WWE '13
WWE 13 este un joc de wrestling apărut în noiembrie 2012. Este disponibil pe Xbox 360, Playstation 3 (PS3) și Nintendo Wii. Pe coperta sa se află wrestlerul CM Punk, iar în ediția specială apare Stone Cold Steve Austin